# Az Európai Unióról szóló szerződés 50. cikke
Az Európai Unióról szóló szerződés 50. cikke az a jogszabályi cikk, amely az Európai Unióból való kilépést szabályozza a maastrichti szerződésben.
Ennek a cikknek az alkalmazásával folyik az Egyesült Királyság kilépése az Unióból, a „Brexit”, amelynek folyamata hivatalosan 2017. március 29-én indult el a cikk alapján.
Ez az első és mindez ideig egyetlen alkalom, hogy a cikket alkalmazni kell. A tárgyalásokra a jogszabály kétéves időhatárt szab. Ha ennyi idő alatt a tárgyalások nem vezetnek ratifikált megállapodáshoz, az EU és az elszakadó ország a továbbiakban a Kereskedelmi Világszervezet szabályait alkalmazza a tarifákról.

## Tartalma
A 2009. december 1-én életbe lépett lisszaboni szerződés 49A cikke volt az első jogszabály, amely leírta annak a menetét, ha egy tagállam önkéntesen elhagyná az Európai Uniót. Az Európai Unió Szerződésébe ez 50. cikként került, amely ezt mondja:
(1) Saját alkotmányos követelményeivel összhangban a tagállamok bármelyike úgy határozhat, hogy kilép az Unióból.

(2) A kilépést elhatározó tagállam ezt a szándékát bejelenti az Európai Tanácsnak. Az Európai Tanács által adott iránymutatások alapján az Unió tárgyalásokat folytat és megállapodást köt ezzel az állammal, amelyben az érintett államnak az Unióval való jövőbeli kapcsolataira tekintettel meghatározzák az illető állam kilépésének részletes szabályait. Ezt a megállapodást az Európai Unió működéséről szóló szerződés 218. cikke (3) bekezdésének megfelelően kell megtárgyalni. A megállapodást az Unió nevében a Tanács köti meg minősített többséggel eljárva, az Európai Parlament egyetértését követően.
(3) A kilépésről rendelkező megállapodás hatálybalépésének időpontjától, illetve ennek hiányában a (2) bekezdésben említett bejelentéstől számított két év elteltével a Szerződések az érintett államra többé nem alkalmazhatók, kivéve ha az Európai Tanács az érintett tagállammal egyetértésben ennek a határidőnek a meghosszabbításáról egyhangúlag határoz.
(4) A (2) és (3) bekezdés alkalmazásában az Európai Tanácsnak, illetve a Tanácsnak a kilépő tagállamot képviselő tagja az Európai Tanács, illetve a Tanács rá vonatkozó tanácskozásain és a rá vonatkozó határozatok meghozatalában nem vesz részt.
A minősített többséget az Európai Unió működéséről szóló szerződés 238. cikke (3) bekezdése b) pontjának megfelelően kell meghatározni.

(5) Amennyiben az az állam, amely kilépett az Unióból, később újra felvételét kéri, kérelmére a 49. cikkben megállapított eljárást kell alkalmazni.

## A folyamat

### A tagállam hivatalos bejelentése
Miután egy tagállam értesíti az Európai Tanácsot kilépési szándékáról, tárgyalások kezdődnek a szükséges teendőkről és az adott ország későbbi kapcsolatairól az EU-val. A kilépési egyezményt az Európai Tanács köti az EU nevében.
Egy brit lap, The Guardian mutatott rá egy véleménycikkben, hogy az 50. cikket csak a kilépő ország aktiválhatja és az EU számára csak akkor keletkezik tárgyalási kényszer a kilépésről, ha megkapja a formális értesítést.
Az EU-ban maradó tagok számára az a következmény, hogy meg kell tárgyalniuk, miképp változik a kilépés miatt az EU költségvetése, a szavazati jogok és a politikák.
Ez nem vonatkozik bizonyos tengerentúli területekre.

### A hivatalos bejelentés után
Az EU szerződéseink hatálya a tagországra megszűnik, amint életbe lép a kilépési megállapodás, vagy ha nem sikerül megkötni, két évvel a kilépési szándék hivatalos bejelentése után. A kétéves szakasz az Európai Tanács egyöntetű döntésével a (3) bekezdés szerint meghosszabbítható. A kétéves tárgyalási periódust „naplemente időszak” (sunset period) néven is emlegetik informálisan.
A tárgyalásokat a Tanács folytatja. A távozási megegyezéstől a Tanács dönt, a szavazatok minősített többségével, miután megszerezte az Európai Parlament hozzájárulását. Az elfogadáshoz a Tanácsban a megmaradó tagállamok legalább 72 százalékának támogatása szükséges, akik a teljes népesség legalább 65 százalékát képviselik.
Ez a rendszer megfelelően megtárgyalt kilépést tesz lehetővé, amire a kilépés érintette ügyek összetettsége miatt szükség is van (különösen az euró miatt), ugyanakkor elismeri a tagok unilaterális jogát a kilépésre. Bármely tagállam kiléphet, saját alkotmányos követelményeivel összhangban, és a kilépésre végül akkor is sor kerül, ha nem sikerül megállapodást elérni.
A megmaradó tagoknak egymás közt is meg kell tárgyalniuk a kilépés utáni helyzetet.

### Újrabelépés
Ha egy kilépett állam újra belépne az EU-ba, ugyanazok a szabályok vonatkoznak rá, mint bármely más belépni szándékozóra.

## Fordítás
- Ez a szócikk részben vagy egészben  az   Article 50 of the Treaty on European Union című angol Wikipédia-szócikk ezen változatának fordításán alapul.  Az eredeti cikk szerkesztőit annak laptörténete sorolja fel. Ez a jelzés csupán a megfogalmazás eredetét és a szerzői jogokat jelzi, nem szolgál a cikkben szereplő információk forrásmegjelöléseként.